# Grotta dell'Uzzo
La grotta dell'Uzzo si trova a cala dell'Uzzo, a 10 km a SE di San Vito Lo Capo, all'interno della Riserva naturale orientata dello Zingaro sulla costa settentrionale siciliana del Mar Tirreno, in provincia di Trapani. 

## La grotta
La grotta dell'Uzzo è uno dei più importanti siti preistorici dell'intera Sicilia. All'interno di essa sono state rinvenute tracce di presenze umane risalenti a circa 10 000 anni fa.
Probabilmente ancora anteriori sono i resti di alcuni animali ritrovati nell'antro quali, rinoceronti, leoni e mammuth. 
Dall'esame dei resti trovati, sia umani che degli utensili da loro adoperati, è stato possibile ricostruire, con una certa approssimazione, le loro abitudini di vita. La stratificazione emersa dagli scavi fatti nella grotta, ha altresì reso possibile conoscere l'evoluzione dell'uomo negli ultimi 10 000 anni. La comunità che occupava la grotta era costituita da un piccolo gruppo di cacciatori che vivevano nella zona. La grotta doveva servire come riparo per la notte e difesa contro gli animali feroci. Con il passare dei secoli la comunità imparò a coltivare la terra ed a cibarsi del pesce che doveva esistere copioso nel mare vicinissimo alla grotta.
Le pareti interne della grotta hanno rivelato quella che può essere definita una necropoli "ante litteram", evidentemente realizzata negli ultimi millenni a noi più vicini. I resti umani risalenti al Mesolitico recuperati dagli scavi eseguiti nella grotta sono conservati presso il Museo archeologico regionale Antonino Salinas di Palermo.